# チームギャラクシー
チーム・ギャラクシー(Team Galaxy)は、Marathon Production制作の、フランスのテレビアニメ。

## 概要
2DとCGが融合しているこのアニメはGalaxy High が舞台となっており、3人の若い生徒が一般的なティーンエイジャーとしての生活とSpace Marshalsになるための訓練とのバランスを取るために奮闘するという内容になっている。コンセプトとアニメのスタイルは、同じプロダクションが制作しているトータリー・スパイズ!や Martin Mysteryと似ている。1986年に放送されたGalaxy Highとは舞台名に共通点があるが関係は無い。
フランスでは2006年8月26日からフランス3で放送された。このテレビアニメはフランス3とフランス以外の国の放送事業局との共同制作である。アメリカ合衆国では、カートゥーンネットワークが初回放送の行われた2006年秋に52話につき1600万ドルから1700万ドルを支払った。カナダではYTVで見ることができ、イギリスでは週末の子供向け放送枠Toonattikで見ることができる。

## 登場人物
ヨーコ/キコ
英:ケイト・グリフィン / 仏:ドロテ・プセオ
ブレット
英:タバサ・セント・ジェルマン / 仏:フィリー・ケイタ
ジョシュ
英:カービー・モロウ / 仏:エマニュエル・ガリジョ
フラッフィ
英:Cathy Weseluck
カークパトリック校長
英:ブライアン・ドブソン / 仏:パトリック・ポアヴェ